# Burg Blumegg
Die Burg Blumegg ist die Ruine einer Höhenburg auf 630 m ü. NN nahe dem Ortsteil Blumegg der Stadt Stühlingen im Landkreis Waldshut in Baden-Württemberg.
Die Burg liegt auf einer isolierten Felsnadel an der Absturzkante von Muschelkalkwänden der untersten der Wutachschluchten, den Wutachflühen, die bei Blumberg-Achdorf beginnen. Ein nahegelegener freier Felsturm wird Lunzistein oder Brautfelsen genannt, um den sich auch eine Sage rankt.
Die Burg wurde wahrscheinlich von den Herren von Blumegg, einer Seitenlinie der Herren von Blumberg, im 10. Jahrhundert erbaut, die Erstnennung fällt ins Jahr 1292. In jenem Dokument ist ein Heinricus in Blumenegge erwähnt. 1417 wird die Burg Blumegg noch als „Schloss“, 1420 dann als „Burgstall“ bezeichnet.  Von der Burganlage sind noch geringe Mauerreste erhalten.